# Romain Gary

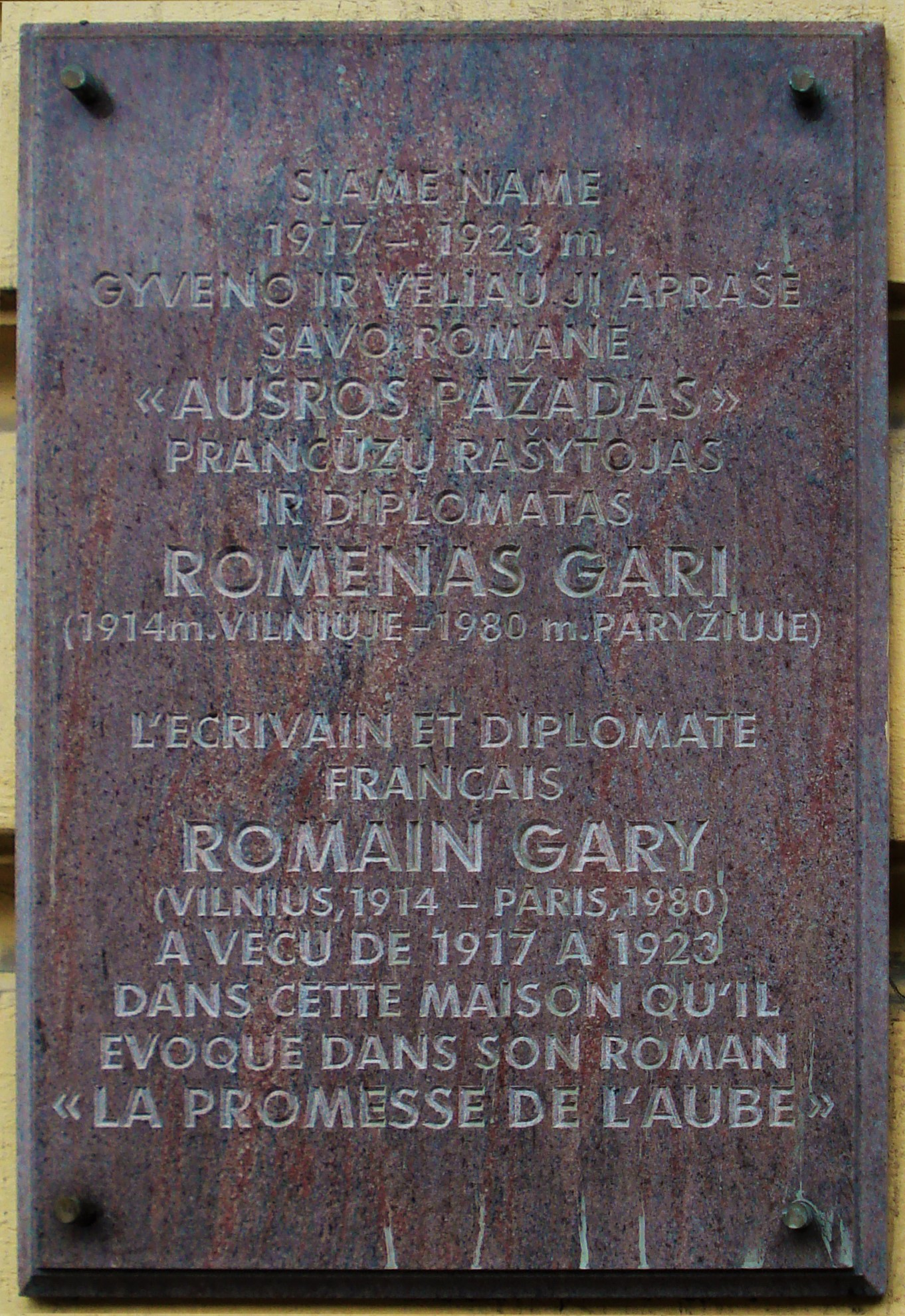
Gedenktafel an Romain Garys Wohnhaus in Wilna

Romain Gary (Geburtsname Roman Kacew oder Katsev, in offiziellen französischen Dokumenten Romain Kacewgari; * 8. Maijul. / 21. Mai 1914greg. in Vilnius, Russisches Kaiserreich; † 2. Dezember 1980 in Paris) war ein französischer Schriftsteller, Regisseur, Übersetzer und Diplomat. Im Zweiten Weltkrieg war er Pilot der Luftwaffe der Freien Französischen Streitkräfte (Forces françaises libres). Gary schrieb ganz überwiegend auf Französisch, auch wenn die englische Fassung einiger seiner Werke zuerst erschienen ist.

## Leben
Roman Kacew wuchs in seiner Geburtsstadt, Vilnius, und später in Warschau, Polen, als Sohn einer jüdischen Familie auf. Als er elf Jahre alt war, verließ sein Vater, Arieh-Leib Kacew, die Familie und heiratete ein zweites Mal. Roman blieb bei seiner Mutter, Nina Owczinski. 1928 zogen die Mutter und der Sohn nach Nizza, Frankreich, wo er das Gymnasium abschloss. Anschließend studierte er Rechtswissenschaft in Aix-en-Provence und Paris; er schloss sein Studium mit der Licence ab. 1935 erhielt er die französische Staatsangehörigkeit.
1938 ging Kacew zur französischen Luftwaffe und wurde in Salon-de-Provence ausgebildet, Kampfflugzeuge zu fliegen. Romain Gary wurde sein Kampfname bei der Luftwaffe, vermutlich nach dem von ihm bewunderten Schauspieler Gary Cooper. (Als er später Diplomat wurde, empfahl ihm das Außenministerium Quai d’Orsay, einen französischen Namen anzunehmen. Daraufhin beantragte Kacew die Legalisierung seines Kampfnamens, die mit Wirkung vom 9. Oktober 1951 in Kraft trat.)
In der Luftwaffe wurde Gary Ausbilder und leitete Schießübungen. Nach der deutschen Besetzung Frankreichs 1940 floh er nach Großbritannien und trat der Luftwaffe der von Charles de Gaulle geführten Streitkräfte des Freien Frankreichs bei. Er avancierte zum Staffelkapitän der Bomberstaffel Lorraine und kämpfte in England, Äthiopien, Libyen und der Normandie. Für seine Verdienste wurde er zum Kommandeur der Ehrenlegion ernannt und mit dem Ordre de la Libération ausgezeichnet.
1945 heirateten Romain Gary und die britische Schriftstellerin und Journalistin Lesley Blanch.
Unmittelbar nach Kriegsende trat Gary in den Auswärtigen Dienst ein. Sein erster Einsatz erfolgte in der französischen Botschaft in Sofia, Bulgarien (1946–1947). Nach einer kurzen Dienstzeit im Außenministerium in Paris diente er in der Schweiz (1950–1951) und in der ständigen Vertretung Frankreichs bei den Vereinten Nationen (1951–1954) in New York. Nach einem Aufenthalt in London (1955) wurde er schließlich von 1956 bis 1960 Generalkonsul Frankreichs in Los Angeles, USA.
1961 beendete Gary seine diplomatische Laufbahn. Seine Frau, Lesley Blanch, ließ sich 1962 von ihm scheiden, nachdem er ein Verhältnis mit der US-amerikanischen Schauspielerin Jean Seberg eingegangen war. Das Geburtsdatum des gemeinsamen Sohnes, Alexandre Diego Gary, ließ Gary umdatieren auf einen Zeitpunkt nach der Heirat mit Seberg.
Während der folgenden zehn Jahre reiste er viel, schrieb das Drehbuch für Der längste Tag (1962) und drehte zwei Filme, Birds in Peru (1968) und Kill! (1971). 1970 wurde Jean Seberg erneut schwanger, die Tochter starb jedoch nach der Geburt. Die Ehe wurde im selben Jahr geschieden. Seberg versuchte sich an jedem folgenden Todestag ihres Babys das Leben zu nehmen. Im September 1979 wurde sie schließlich tot auf der Rückbank ihres Autos aufgefunden.
Gary erschoss sich am 2. Dezember 1980 in Paris. In seinem Abschiedsbrief hinterließ er folgende Nachricht:
Für die Presse. D-Day. Kein Zusammenhang mit Jean Seberg. Die Anhänger des gebrochenen Herzens mögen sich woanders hinwenden. Offensichtlich kann man dies einer nervösen Depression anlasten. Allerdings muss man dann zugeben, dass sie andauert, seitdem ich das Mannesalter erreicht habe, und dass sie mir erlaubt hat, mein literarisches Gesamtwerk zu vollenden. Warum also? Vielleicht muss man die Antwort im Titel meines autobiographischen Werkes suchen: „Ruhig wird die Nacht sein,“ und in den letzten Worten meines letzten Romans: „Man könnte es nicht besser sagen.“ Ich habe mich endlich vollständig ausgedrückt.

## Werk
Bereits 1935 veröffentlichte Kacew in der französischen Zeitschrift Gringoire zwei Kurzgeschichten: L’orage über eine gescheiterte Ehe und die in Indochina spielende Erzählung La petite femme. Obwohl die antisemitische Tendenz der Zeitschrift bekannt war, entschied er sich für die Publikation in diesem Blatt, vermutlich weil es eine hohe Auflage erzielte (bis zu eine Million Leser).
Im Jahr 1945, nachdem er in den diplomatischen Dienst eingetreten war, veröffentlichte Gary seinen ersten Roman, Éducation européenne, den er während des Krieges geschrieben hatte und der in 27 Sprachen übersetzt und mit dem Prix des Critiques ausgezeichnet wurde. Es ist die Geschichte eines vierzehnjährigen polnischen Jungen, der während der deutschen Besatzung im Zweiten Weltkrieg einer Widerstandsgruppe beitritt und zum Mann heranwächst. Die deutsche Version wurde aus der amerikanischen Fassung übersetzt, die von Gary 1959 in Kalifornien selbst erstellt worden war.
Für Les racines du ciel erhielt er im Jahr 1956 und für La vie devant soi 1975 den Prix Goncourt. Er ist der einzige Schriftsteller, der zweimal mit dem bedeutenden französischen Literaturpreis ausgezeichnet wurde. Die zweifache Auszeichnung desselben Autors war in diesem Fall ausnahmsweise möglich, weil Gary La vie devant soi unter einem Pseudonym, Émile Ajar, veröffentlicht hatte und längere Zeit unbekannt war, wer Émile Ajar war. Erst nach Garys Freitod wurde bekannt, dass Ajar mit ihm identisch war.

## Pseudonyme
Das Pseudonym Émile Ajar, unter dem Gary zeitweise veröffentlichte, wird in einem seiner Bücher mit „Paul Pawlowitsch“ als bürgerlichem Namen in Verbindung gebracht, ein freier Schriftsteller, der 1940 in Nizza geboren sein soll. Pawlowitsch war ein Großcousin Garys. Der Verlag Werner Classen in Zürich beteiligte sich 1977 an dem Verwirrspiel, indem er auf dem Waschzettel von Monsieur Cousin und die Einsamkeit der Riesenschlangen schrieb: „Émile Ajar, 1940 in Nizza geboren, bekennt in seinem Lebensbericht ‚Pseudo‘: ‚Ich habe meine Bücher alle in Kliniken geschrieben, auf Anraten der Ärzte, die mir sagten, dies hätte für mich einen therapeutischen Effekt. Zuerst rieten sie mir, Bilder zu malen, aber das hat zu nichts geführt.‘“
Gary lüftete das Geheimnis erst nach seinem Tod in einem von ihm hinterlassenen Text.
Weitere von Romain Gary benutzte Pseudonyme waren Shatan Bogat, Lucien Brûlard und Fosco Sinibaldi.

## Zitate
- Zur Literaturtheorie: „Man soll (als Autor) keineswegs den Leser mit einem Fertigbrei, einem Nahrungsmittel versorgen (wollen). Im Gegenteil geht es um die Gesamtheit (menschlicher) Erfahrungen, wobei dem Leser die Möglichkeit gegeben wird, sich selbst für den Hauptaspekt eines Buchs zu entscheiden; also darum, dass ein Leser aus all den (vielen) Charakteren, welche die Protagonisten darstellen, denjenigen bezeichnet, welcher ihm am ehesten zum Kern seiner eigenen Vorstellungen zu passen scheint.“[12]
- „Patriotismus ist Liebe zu den Seinen. Nationalismus ist Hass auf die anderen.“ (Pour Sganarelle(1965): Le patriotisme c’est l’amour des siens. Le nationalisme c’est la haine des autres.)
- „Avantgardisten sind Leute, die nicht genau wissen, wo sie hinwollen, aber als erste da sind.“
- „Bei der nächsten Sintflut wird Gott nicht Wasser, sondern Papier verwenden.“[13]
- „Sind wir wirklich nicht mehr in der Lage, die Natur zu respektieren, diese lebendige Freiheit, die weder gewinnbringend noch nützlich ist, sondern ab und zu einfach da ist?“
- „Wenn Toleranz und Achtung von Schwäche, Abscheu vor Gewalt und Unterdrückung und dieser ungelenke Versuch, Sensibilität und Herz höher zu stellen als alle Windungen der Logik als alle Leitsätze der Ideologie: wenn all das nur eine Doktrin, eine Philosophie, ein weiteres System auf unserem Weg wäre; dann hätte ich jene Farben lieber tausendfach an meinem Himmel ersterben lassen, als soviele Kameraden ihr Leben für sie geben sehen. Es sind nicht nur Ideen, für die ich eintrete.“[14]
- „Für mich, lieber Elefant, Sir, stellen Sie in perfekter Weise all das dar, was heutzutage bedroht ist, und zwar bedroht im Namen des Fortschritts, der Nützlichkeit, des Materialismus oder sogar der Vernunft.“[15]

## Ehrungen
- 1945: Prix des Critiques für seinen Roman Éducation européenne (General Nachtigall)
- 1956: Prix Goncourt für seinen Roman Les racines du ciel (dt. Die Wurzeln des Himmels)
- 1975: Prix Goncourt für seinen Roman La Vie devant soi (dt. Du hast das Leben noch vor dir) unter seinem Pseudonym „Émile Ajar“
- Nach Romain Gary wurde das Centre Culturel Français Romain Gary in Jerusalem benannt.[16]
- 2008: Denkmal in seiner Geburtsstadt Vilnius[17]

## Werke

### Als Romain Gary
Drehbücher (siehe unter Filmografie)
Erzählungen
- Grüße vom Kilimandscharo. 14 Erzählungen und ein Roman[18] („Gloire à nos illustres pionniers“). Piper, 1959; dtv, München 1967 (übersetzt von Gert Wörner und Margarete Bormann)
  - Teilabdruck: Ein Verlangen nach Unschuld und Ich spreche vom Heldentum, unter dem Titel Ehre unseren berühmten Bahnbrechern. In: Klaus Möckel (Hrsg.): Ein Verlangen nach Unschuld. Humor und Satire aus Frankreich. 2. Aufl. Eulenspiegel, Berlin 1986, S. 75–90
  - Französische Ausgabe: Les oiseaux vont mourir au Pérou[19] (Collection Folio; 668). Gallimard, Paris 2009, ISBN 978-2-07-036668-2 (früherer Titel Gloire à nos illustres pionniers)
  - deutscher Auszug daraus: Ehre unseren berühmten Bahnbrechern. In Klaus Möckel (Hrsg.): Ein Verlangen nach Unschuld. Humor und Satire aus Frankreich. 2. Aufl. Eulenspiegel, Berlin 1986, S. 254–275 (aus: Gloire à nos illustres pionniers, Deutsch vom Hrsg. In den Piper/dtv-Ausg. 1959, 1967, s. o., nicht enthalten)
  - Englische Ausgabe: Hissing Tales. Michael Joseph Books, London 1966 (übersetzt von Richard J. Howard).
- Das Gewitter. Erzählungen aus den Jahren 1935–1970 („L’orage“). Schirmer-Graf, München 2006, ISBN 978-3-86555-034-7 (übersetzt von Carina von Enzenberg und Giò Waeckerlin Induni)
  - Französische Ausgabe: L’orage[20]. Édition L’Herne, Paris 2005, ISBN 2-85197-711-3

Romane:
- General Nachtigall. Roman[21] („L’éducation européenne“). Diana, Konstanz 1962 (übersetzt von Günter K. Leupold)
  - Englische, von Gary überarb. Ausgabe: Nothing important ever dies, 1960[22]. Corgi Books, London 1968 (Erstausgabe Forest of Anger. The Cresset Forest, London 1944)
  - Französische Ausgabe: L’Éducation européenne. Überarbeitete Fassung. Gallimard, Paris 2005, ISBN 2-07-036203-5[23]
- Tulipe. (Collection Folio; 3197). Gallimard, Paris 1999, ISBN 2-07-040876-0 (Nachdr. d. Ausg. Paris 1946)[24]
- Kleider ohne Leute. Roman („Le grand vestiaire“). Fischer Taschenbuch, Frankfurt 1982, ISBN 3-596-28053-2 (Nachdr. d. Ausg. Frankfurt/M. 1951; Übers. Richard Moering)
  - Französische Ausgabe: Le grand vestiaire (Collection Folio, 1678). Gallimard, Paris 2000, ISBN 2-07-037678-8 (Nachdr. d. Ausg. Paris 1948)
  - Englische Ausgabe: The company of men („Le grand vestiaire“). White Lion Publ., London 1974, ISBN 0-85617-872-1 (übersetzt von Joseph Barnes)
- Die Wurzeln des Himmels. Roman („Les racines du ciel“). 4. Aufl. Piper, München 1985, ISBN 3-492-00712-0 (Übers. Lilly von Sauter)
  - Französische Ausgabe: Les racines du ciel (Collection Folio; 242). Gallimard, Paris 2009, ISBN 978-2-07-036242-4 (Nachdr. d. Ausg. Paris 1958)
  - Englische Ausgabe: The roots of heaven. White Lion, London 1973, ISBN 0-85617-892-6 (übersetzt von Jonathan Griffin)
- Lady L. Roman. 6. Aufl. Piper, München 1986 ISBN 3-492-00792-9 (übersetzt von Gert Wörner; auch in Grüße vom Kilimandscharo)
  - Französische Ausgabe: Lady L. (Collection Folio, 304). Gallimard, Paris 2007, ISBN 978-2-07-036304-9 (Nachdr. d. Ausg. Paris 1963)
  - Englische Ausgabe: Lady L. A Novel. Michael Joseph Books, London 1958
- Frühes Versprechen. Roman[25]. Fischer TB, Frankfurt 2010, ISBN 978-3-596-18453-8 (früherer Titel Erste Liebe – letzte Liebe).
  - Französische Ausgabe: La promesse de l’aube. Endgültige, revidierte Fassung. Gallimard, Paris 2007, ISBN 978-2-07-036373-5 (Veränd. Nachdr. d. Ausg. Paris 1960)
  - Englische Ausgabe: Promise at Dawn. New Directions Publ., New York 1987, ISBN 0-8112-1016-2 (übersetzt von Romain Gary unter dem Pseudonym John Markham Beach; Nachdr. d. Ausg. New York 1961)
- The Talent Scout. A novel („Les mangeurs d’étoiles“). Four Square, London 1965 (übersetzt von Romain Gary unter dem Pseudonym John Markham Beach)
  - Französische Ausgabe: Les mangeurs d’étoiles (La Comédie américaine, 1). Gallimard, Paris 2008, ISBN 978-2-07-037257-7 (Nachdr. d. Ausg. Paris 1966)
- Der Tanz des Dschingis Cohn. Roman („La danse de Gengis Cohn“). dtv, München 1970 (übersetzt von Herbert Schlüter)[26]
  - Französische Ausgabe: La danse de Gengis Cohn (Frère océan; 2). Gallimard, Paris 2006, ISBN 2-07-039302-X (Nachdr. d. Ausg. Paris 1967)
  - Rezension der Erstausgabe: N. N., online, Der Spiegel Nr. 32, 1967
  - Englische Ausgabe: The dance of Genghis Cohn. A novel (Schocken Books, New York 1982), ISBN 0-8052-0693-0 (Nachdr. d. Ausg. London 1969; übersetzt von Romain Gary und Camilla Sykes)[27]
- La tête coupable. (Frère océan; 3). Gallimard, Paris 2005, ISBN 2-07-037204-9 (Collection Folio; 1204; Nachdr. d. Ausg. Paris 1968)
  - Englische Ausgabe: The guilty head. Genghis Cohn is alive and dancing in Tahiti. World Publ., New York 1969 & New American Library 1969
  - Rezension der engl. Ausg. von William D. Stahlman
- Engel ohne Himmel. Roman. („Adieu Gary Cooper“). Piper, München 1966.[28]
  - Französische Ausgabe: Adieu Gary Cooper (La Comédie américaine; 2). Gallimard, Paris 2008, ISBN 978-2-07-038452-5 (früherer Titel The ski bum; übersetzt von Romain Gary).
- Der weiße Hund von Beverly Hills. Roman („Chien blanc“). Dtv, München 1975, ISBN 3-423-01072-X (übersetzt von Herbert Schlüter).
  - Französische Ausgabe: Chien blanc (Collection Folio; 50). Gallimard, Paris 2004, ISBN 2-07-036050-4 (Nachdr. d. Ausg. Paris 1972).
  - Englische Ausgabe: White Dog. University Press, Chicago, Ill. 2004, ISBN 0-226-28430-1 (erstmals 1968 als Fortsetzung in der Zeitschrift Life, USA erschienen).[29]
- Europa (Collection Folio; 3273). Gallimard, Paris 1999, ISBN 2-07-041096-X (Nachdr. d. Ausg. Paris 1972).
  - Englische Ausgabe: Europa. Doubleday, New York 1978, ISBN 0-385-01986-6 (übersetzt von Barbara Bray und Romain Gary).
- Les enchanteurs (Collection Folio; 1904). Gallimard, Paris 2007, ISBN 978-2-07-037904-0 (Nachdr. d. Ausg. Paris 1973).
  - Englische Ausgabe: The enchanters. Putnams, New York 1975, ISBN 0-399-11488-2 (übersetzt von Helen Eustis).
- Ach, Liebster, das macht doch nichts. Roman („Au-delá de cette limite, votre ticket n’est plus valable“). 5. Aufl. Ullstein, Frankfurt/M. 1979, ISBN 3-548-03419-5 (übersetzt von Gerhard Heller).
  - Französische Ausgabe: Au-delà de cette limite, votre ticket n’est plus valable. Gallimard, Paris 2009, ISBN 978-2-07-037048-1 (Nachdr. d. Ausg. Paris 1975)
  - Englische Ausgabe: (The) way out. Michael Joseph, London 1977, ISBN 0-7181-1599-6 (übersetzt von Sophie Wilkins)[30]
- Die Liebe einer Frau. Roman[31] („Clair de femme“). Schirmer-Graf, München 2009, ISBN 978-3-86555-069-9 (Übers. Leon Scholsky; Nachwort Sven Crefeld, mit Zeittafel und Werkverz.; früherer Titel Frauenlicht, Übers. Helmut Kossodo, Ullstein, 1983).
  - Französische Ausgabe: Clair de femme. Gallimard, Paris 2009, ISBN 978-2-07-037367-3 (Nachdr. d. Ausg. Paris 1977).
- Atemkraftwerk. Roman („Charge d’âme“). Ullstein, Frankfurt/M. 1981, ISBN 3-548-20117-2 (übersetzt von Helmut Kossodo).
  - Französische Ausgabe: Charge d’âme. Gallimard, Paris 1998, ISBN 2-07-040366-1 (Nachdr. d. Ausg. Paris 1977; Überarbeitung der englischen Ausgabe The Gasp).
  - Englische Ausgabe: The Gasp. A novel. Weidenfeld & Nicolson, London 1973, ISBN 0-297-76558-2.
- Les clowns lyriques. Gallimard, Paris 1989, ISBN 2-07-038172-2 (früherer Titel Couleurs du jour).
  - Englische Ausgabe: The colours of the dawn. A novel. White Lion Publ., London 1976, ISBN 0-85617-882-9 (übersetzt von Stephen J. Becker)
- Gedächtnis mit Flügeln. Roman[32] („Les cerfs-volants“). Aufbau, Berlin 1989, ISBN 3-351-01500-3 (übersetzt von Jeanne Pachnicke).
  - neu unter dem Titel Die Jagd nach dem Blau. Rotpunktverlag Zürich 2019, ISBN 978-3-85869-828-5 (übersetzt von Jeanne Pachnicke).
  - Französische Ausgabe: Les cerfs-volants. Gallimard, Paris 1990, ISBN 2-07-037467-X (Nachdr. d. Ausg. Paris 1980)
- L’homme à la colombe. Version définitive. Gallimard, Paris 2004, ISBN 2-07-077246-2 (Veränd. Nachdr. d. Ausg. Paris 1958; s. u. Fosco Sinibaldi)

Sachbücher
- Pour Sganarelle. Recherche d’un roman et d’un personnage (Frère océan; 1). Gallimard, Paris 2003, ISBN 2-07-022668-9 (Nachdr. d. Ausg. Paris 1965; Essay über sein Schreiben).
- Les Trésors de la mer Rouge. Gallimard, Paris 2009, ISBN 978-2-07-038693-2 (Nachdr. d. Ausg. Paris 1971).
- La nuit sera calme. Gallimard, Paris 2004, ISBN 2-07-036719-3 (Nachdr. d. Ausg. Paris 1974; Gespräche mit François Bondy)[33]
- Vie et mort d’Émile Ajar. Gallimard, Paris 1981, ISBN 2-07-026351-7 (posthum erschienen)
  - Englische Ausgabe: Life and Death of Émile Ajar. Übers. Barbara Wright, in Émile Ajar: L’Angoisse du roi Salomon, siehe dort (als Anhang); wieder in David Bellos (Übers., Hrsg.): Hocus Bogus. Romain Gary writing as Émile Ajar. Yale University Press, (siehe Ajar, Pseudo.) S. 177–194
- Ode à l’homme qui fut la France. Calmann-Lévy, Paris 1997[34]

Theater
- Tulipe ou La protestation. Vorwort von Gabriel Garran. Reihe: Le manteau d’harlequin. Gallimard, Paris 2007, ISBN 2-07-078699-4.[35]
- Johnnie Coeur. Comédie en 2 actes et 9 tableaux. Gallimard, Paris 1961 (Dramatisierung seines Romans L'Homme à la colombe).
- La bonne moitié. Comédie dramatique en deux actes. Gallimard, Paris 1979, ISBN 2-07-018540-0 (Dramatisierung seines Romans Le Grand Vestiaire).

Werkausgabe
- Légendes du je. Récits, romans. Gallimard, Paris 2009, ISBN 978-2-07-012186-1.[36]

### Als Émile Ajar
(Quelle: )
- Monsieur Cousin und die Einsamkeit der Riesenschlangen. Übers. Justus Franz Wittkop. Werner Classen, Zürich 1979 ISBN 3-7172-0256-1. TB: Fischer, Frankfurt 1983, ISBN 3-596-22174-9[38]
  - Französische Ausgabe: Jean-Francois Hangouet (Hrsg.): Gros-Câlin. Mercure de France, Paris 2007, ISBN 978-2-7152-2652-4 (diese Ausgabe enthält Teile, die in den ersten Auflagen fehlten).
- Du hast das Leben noch vor dir 3. Aufl. Diana, München 2005, ISBN 3-453-88156-7, Übers. Eugen Helmlé.[39]
  - Neuübersetzung: Du hast das Leben vor dir. Edition Blau im Rotpunktverlag, Zürich 2017, ISBN 978-3-85869-761-5 (Übers. Christoph Roeber).[40]
  - Englische Ausgabe: The life before us. Madame Rosa. New Directions Publ., New York 1986 ISBN 0-8112-0961-X (Übers. Ralph Manheim).
  - Französische Ausgabe: La vie devant soi. Mercure de France, Paris 2002 ISBN 2-7152-0012-9 (Nachdr. d. Ausg. Paris 1975)
- Pseudo. Gallimard, Paris 2004, ISBN 2-07-031352-2 (Nachdr. d. Ausg. Paris 1976)
  - Englische Ausgabe: Hocus Bogus. R. G. writing as Émile Ajar Reihe: Margellos World Republic of Letters Book. Yale UP, New Haven (Connecticut) 2010 ISBN 0-300-14976-X (Übers. David Bellos)[41]
- König Salomons Ängste. Übers. Eugen Helmlé.[42] S. Fischer, Frankfurt 1980 ISBN 3-10-001502-9 & Volk und Welt, Berlin 1981; wieder Diana, München 2004, ISBN 3-453-35000-6
  - Französische Ausgabe: L’Angoisse du roi Salomon. Gallimard, Paris 1991, ISBN 2-07-037797-0 (Nachdr. d. Ausg. Paris 1979)
  - Englische Ausgabe: King Solomon. Harvill Press, London 1983, ISBN 0-00-261416-2 (übersetzt von Barbara Wright)[43]

### Als Fosco Sinibaldi
- L’homme à la colombe. Gallimard, Paris 1958 (Neuaufl. s. u. Romain Gary).

### Als René Deville
- Direct flight to Allah. A novel. Collins, London 1975, ISBN 0-00-221145-9 (französische Ausgabe s. u. Shatan Bogat).

### Als Shatan Bogat
- Les têtes de Stéphanie („Direct flight to Allah“). Gallimard, Paris 1974, ISBN 2-07-029017-4 (übersetzt von Françoise Lovat).[44]

### Als Lucien Brûlard
Pseudonym gebildet aus zwei Romanfiguren von Stendhal, seinem Vorbild: (Lucien Leuwen und Henri Brulard), zugefügt der Circonflex. Er hat es bei unveröffentlichten Frühschriften verwendet (russ. gari heißt frz. brûle!, „Brenne!“, Imperativ).

## Filmographie
Darsteller
- 1967: Die Straße von Korinth (La Route de Corinth) – Claude Chabrol (Regie)[45]

Verfasser einer literarischen Vorlage
- 1959: Über den Gassen von Nizza (The man who understood women) – Nunnally Johnson (Regie)[46]
- 1965: Lady L – Peter Ustinov (Regie)[47]
- 1970: Versprechen in der Dämmerung (Promise at dawn) – Jules Dassin (Regie)[48]
- 1977: Madame Rosa (La vie devant soi) – Moshé Mizrahi (Regie)[49]
- 1979: Die Liebe einer Frau (Clair de femme) – Costa-Gavras Regie[50]
- 1979: Gros câlin – Jean-Pierre Rawson[51]
- 1979: Lust auf Liebe (Au-delà de cette limite, votre ticket n’est plus valable) – George Kaczender (Regie)[52]
- 1981: Der weiße Hund von Beverly Hills[53] (White dog) – Samuel Fuller u. a. (Regie)[54]
- 1983: Les cerfs-volants – Pierre Badel (Regie)[55].
- 1993: Der Tanz des Dschinghis Cohn (Genghis Cohn) – Elijah Moshinsky (Regie)[56]
- 1994: Les faussaires (La Tête Coupable) – Frédéric Blum (Regie)[57]
- 2007: Les cerfs-volants – Jérôme Cornuau (Regie)[58]
- 2011: L’angoisse du roi Salomon – Nathalie Donnini (Regie)[59]

Verfasser eines Drehbuchs
- 1958: Die Wurzeln des Himmels (The roots of heaven) – John Huston (Regie)[60]
- 1962: Der längste Tag – Ken Annakin u. a. (Regie)[61]
- 1968: Vögel sterben in Peru (Les oiseaux vont mourir au Pérou) – Romain Gary (Regie)[62]
- 1971: Kill! – Romain Gary (Regie)[63]

## Sonstige Produktionen
Offener Brief
- To mon Général. Farewell, with love and anger. In: Life vom 9. Mai 1969, Nr. 16, gerichtet an Charles de Gaulle über Israel und die Juden anlässlich des Sechstagekrieges.
  - Französischer Auszug: Lettre à mes frères juifs In: Le Nouvel Observateur vom 9. Januar 1997. Erstmals in Frankreich. Online siehe Weblinks

Theater:
- Dschingis Cohn – Bruno Max (Regie). Wien 2002, Theater zum Fürchten
- Dschingis Cohn – Hildegard Plattner (Regie). Böblingen, März 2010, Musik- und Kunstschule[64]

Interview
- André Bourin: Romain Gary, le nomade multiple. Entretiens avec R. G. (Les Grandes Heures). INA France Culture (RF), Paris 2006 (Harmonia mundi, 2 CDs (in Franz.)) 2h 28 Min.[65]
- Ausstrahlung eines TV-Interviews mit Gary im Literatur-Programm Apostrophes im Frühjahr 1975 bei Antenne 2

## Mediale Produktionen über Gary
- Variety Moszynski, Themenabend in Arte Television: Gary - Ajar: le double "Je." 1994[78]